# Real (película)
Real (en hangul, 리얼; romanización revisada, Rieol), es una película de suspenso y acción surcoreana dirigida por Lee Sa-rang, protagonizada por Kim Soo-hyun, Sung Dong-il, Lee Sung-min, Sulli y Jo Woo-jin. La película fue lanzada el 28 de junio de 2017 en Corea del Sur.

## Sinopsis
En el inframundo de una ciudad ficticia oscura, Jang Tae-yeong (Kim Soo-hyun) es un solucionador de problemas exitoso, así como propietario de un gran casino. Perturbado por una personalidad completamente diferente que se encuentra dentro de sí mismo, Jang decidió buscar la ayuda del Dr. Choi Jin-ki para ayudar a Jang a deshacerse de la otra personalidad, el Dr. Choi ideó un plan elaborado. Jang siguió el plan, sin embargo, produjo consecuencias inesperadas. La batalla del verdadero y falso Jang Tae-yeong continúa.

## Elenco

### Principal
- Kim Soo-hyun como Jang Tae-yeong.[6]
- Sung Dong-il como Jo Won-geun.
- Lee Sung-min as Dr. Choi Jin-ki[7]
- Sulli como Song Yoo-hwa.
- Jo Woo-jin como Sa Do-jin.

### Secundario
- Lee Geung-young como No Yeom.
- Kim Hong-pa como Choi Nak-hyeon.
- Han Ji-eun como Han Ye-won.
- Rich Ting como Ryu Gil-soo.
- Choi Kwon como Head of Department Baek.
- Jung In-gyeom como el profesor Kim.
- Lee Sang-hoon
- Yoon Ji-kyeon
- Yoon Kyung-ho
- Hyun Bong-sik como un gánster chino.
- Jung Yi-seo.[8]
- Jung Jae-sung como un paciente.

### Apariciones especiales
- Suzy como la mejor amiga de Song Yoo-wha.[9][10]
- IU como guía de ceremonia de premios.[11]
- Kim Da-som como Terapeuta de rehabilitación.
- Ahn So-hee como trabajadora de la sala de costura de Chinatown.
- Park Seo-joon como guardaespaldas disfrazado.
- Son Hyun-joo como paciente con discapacidad.
- Kyungri como camarera.
- Minha